# Biharmonische Abbildung
In der Mathematik ist die biharmonische Abbildung eine Verallgemeinerung des Begriffs der harmonischen Abbildung.
Eine Abbildung zwischen Riemannschen Mannigfaltigkeiten {\displaystyle u\colon M\to N} heißt biharmonisch, wenn sie ein kritischer Punkt des Bi-Energie-Funktionals 
{\displaystyle E_{2}(u):={\frac {1}{2}}\int _{M}\vert \Delta u\vert ^{2}dv_{g}={\frac {1}{2}}\int _{M}\vert \nabla _{e_{i}}Du(e_{i})\vert dv_{g}}
ist. Äquivalent muss {\displaystyle u} die Euler-Lagrange-Gleichung
{\displaystyle \Delta ^{2}u+R^{N}(Du(e_{i}),\Delta u)Du(e_{i})=0}
mit dem Riemannschen Krümmungstensor {\displaystyle R^{N}} erfüllen. 
Für harmonische Abbildungen nimmt {\displaystyle E_{2}(u)} das globale Minimum {\displaystyle E_{2}(u)=0} an, weshalb harmonische Abbildungen biharmonisch sind. Wenn die Schnittkrümmung von {\displaystyle N} nichtpositiv ist, gilt auch die Umkehrung. Ohne diese Voraussetzung gibt es im Allgemeinen aber biharmonische Abbildungen, die nicht harmonisch sind.